# 内田淳子
内田 淳子（うちだ じゅんこ、1967年11月7日 - ）は、日本の女優。石川県生まれ。1990年、立命館大学文学部卒業後、時空劇場結成に参画し、主演女優として活躍。1997年、フリーに。以後、映画、テレビ、ラジオ、CMなどに活躍の場を広げる。2003年には、京都市芸術文化特別奨励者に認定された。

## 主な受賞歴
- 2001年 第4回関西現代演劇俳優賞女優賞（現代演技論研究会主催）
- 2004年 第6回関西現代演劇俳優賞女優賞（現代演技論研究会主催）

## 主な受賞作品出演
- 第1回OMS戯曲賞大賞「坂の上の家」
- 第40回岸田國士戯曲賞「海と日傘」
- 1997年度読売演劇賞最優秀作品賞「月の岬」主演

## 映画
- 予言の鳥（1996年、監督:稲垣貴士）
- 天狗の葉（2008年、監督:斎藤貴志）
- ラストルーム（2014年、監督：ピエール・カルニオー）
- アレノ（2015年11月21日公開、監督:越川道夫）
- 猫なんかよんでもこない。（2016年1月30日、監督：山本透）
- 椿の庭(2021年)
- その、消失(2022年）

## テレビ・ラジオ
- Zipper fiction（関西テレビ）
- Next Generation（日本テレビ）
- 幻想ミッドナイト（テレビ朝日）
- 「STORY FOR TWO」（Kiss-FM KOBE）
- FMシアター（NHK-FM）
  - 「犬のしあわせ」（1997年1月4日）[1]
  - 「南極横断鉄道404号」（1998年9月5日）[2]
  - 「F001号～白浜エネルギー作戦」（1999年2月20日）[3]
  - 「光る海」（1999年3月13日）[4]
  - 「風呂屋の二階」（2002年3月2日）[5]
  - 「名もがりの町」（2021年6月5日）[6]
- 青春アドベンチャー（NHK-FM）
  - 「電気女護島 ～ エレクトリック・レディランド」（1998年2月16日～2月27日）[7]
  - 「二の悲劇」（2000年5月29日 - 6月9日）[8]
  - 「アクア・ライフ」第5話『滝』（2005年11月18日）[9]
- NHKラジオドラマ「ミステリーBARへようこそ」（NHKラジオ）
- NHKスペシャルドラマ「海峡」（NHK）
- 山田太一ドラマスペシャルV　本当と嘘とテキーラ（2008年、テレビ東京）
- わたしが子どもだったころ～作曲家・小林亜星（2008年、NHKデジタル衛星ハイビジョン）
- こだわり男とマルサの女～シリーズⅡ・宮本信子　天才との日々（2012年、NHK BSプレミアム）
- 火曜ドラマ「重版出来!」第8話（2016年、TBSテレビ） - 山縣留羽　役
- シリーズ・横溝正史短編集Ⅱ 犬神家の一族（2020年、NHK BSプレミアム） - 犬神竹子

## 主な舞台出演
- 1992年
  - 「紙屋悦子の青春」（作・演出：松田正隆）
- 2005年
  - 「Jericho」（作：松田正隆、演出：三浦基）
  - 「聞こえる、あなた ? fuga #3 」（作・演出：太田省吾）
  - 「で・ら・シ・ネ」（振付・構成・演出：飯田茂実）
  - 「象を使う」（作・演出：水沼健）
- 2006年
  - 「日英現代戯曲ドラマリーディング『アイアン』（作：ロナ・マンロー、演出：岩崎正裕）
- 2007年
  - 「日本・中国共同制作『下周村 - 花に嵐のたとえもあるさ -』」（作・演：平田オリザ、李六乙）
  - 壁ノ花団「悪霊」（作・演出：水沼健）
- 2008年
  - 「日本語を読む ~リーディング形式による上演 ~」
  - 壁ノ花団「アルカリ」（作・演出：水沼健）
- 「ディクテ」（日韓共同プロジェクト）
- 2009年
  - 「春琴」（演出：サイモン・マクバーニー）
  - 「中国の不思議な役人」（演出：白井晃）
- 2010年
  - 「日本語を読む　その3 ～ドラマ・リーディング形式による上演～」（演出：中屋敷法仁）
- 2011年
  - 壁ノ花団公演「フォーエバーヤング」（作・演出：水沼健）
  - 「破産した男」（脚本・演出：高井浩子）
- 2012年
  - 壁ノ花団公演「ニューヘアスタイルイズグッド」（作・演出：水沼健）
  - 青年団66回公演「月の岬」（作：松田正隆、演出：平田オリザ）
  - 「マダムバタフライX」（構成・演出：宮本亜門）
- 2013年
  - 「ハムレット」（演出：多田淳之介）
  - 「春琴」（原作:谷崎潤一郎、演出:サイモン・マクバーニー）
- 2014年
  - 東京タンバリン公演「しなやかに踊りましょう」（1月、作･演出:高井浩子）
  - KUNIO11公演「ハムレット」（7月3日 - 7日、作：ウィリアム・シェイクスピア、演出：杉原邦生）
  - 壁ノ花団公演「そよそよ族の反乱」（8月29日 - 31日、作：別役実、演出：水沼健）
- 2022年
  - 「血の婚礼」（9月15日 - 10月2日、作：フェデリコ・ガルシーア・ロルカ、演出：杉原邦生）[10]

## CM
- プレイステーション3 新モデルキャンペーン 「やりたかったぞー/ラチェット&クランク FUTURE」篇（2007年）
- サッポロビール Premium YEBISU 「石畳」篇（2010年）
- JR東日本　大人の休日倶楽部 岩手県「宮古」篇（春～夏） （2012年）